# Ignazio Moser
Ignazio Moser (Trente, 14 juli 1992) is een Italiaans profwielrenner.
In 2013 verruilde Moser de wielerploeg Trevigiani Dynamon Bottoli voor het BMC Development Team, het tweede team van de Worldtour-ploeg BMC Racing Team. Hij is een zoon van ex-profrenner Francesco Moser en een neef van Moreno Moser.
Eind 2017 was Ignazio Moser een van de kandidaten van Grande Fratello VIP, de Italiaanse versie van Big Brother VIPS. Hij werd na 11 weken weggestemd.

## Overwinningen en ereplaatsen

### Baan
| Jaar | IK                   | EK                   | WK | Overig |
| ---- | -------------------- | -------------------- | -- | ------ |
| 2012 | Ploegenachtervolging | Ploegenachtervolging |    |        |

### Weg
2011
- 1e Piccola Coppa Agostoni

2012
- 1e GP Polverini Arredamenti

2013
- 1e Shimano Road Race - Suzuka

2014
- 6e etappe Ronde van Guadeloupe